# مارتي تورنر
مارتي تورنر (بالإنجليزية: Marty Turner)‏ هو لاعب دوري الرغبي نيوزلندي، ولد في 7 مايو 1981.